# RC 아이시앵
라싱 클뢰브 아이시앵(Racing Club Haïtien)은 아이티의 수도 포르토프랭스를 연고지로 하는 아이티의 명문 축구 클럽이다.

## 선수 명단

### 역대
틀:아이티 샹피오나 나시오날